# Richard Pefferle
Richard „Dick“ A. Pefferle (* 5. Januar 1905 in Sidney, Ohio; † 7. März 1969) war ein US-amerikanischer Szenenbildner, der sechs Mal für den Oscar in der Kategorie bestes Szenenbild nominiert war.

## Biografie
Pefferle begann Anfang der 1940er Jahre seine Laufbahn als Szenenbildner in der Filmindustrie in Hollywood und wirkte erstmals 1942 bei der Entstehung der Filme Cairo und Journey for Margaret von W. S. Van Dyke mit. Im Laufe seiner Karriere wirkte er bei der Entstehung von annähernd 70 Produktionen für Kino und Fernsehen mit und war seit Anfang der 1950er als Set Direktor für Szenenbilder verantwortlich.
Bei der Oscarverleihung 1945 war er als Associate Set Decorator zusammen mit Cedric Gibbons, Daniel B. Cathcart und Edwin B. Willis für einen Oscar für das beste Szenenbild in dem Farbfilm Der Kalif von Bagdad (1944) von William Dieterle nominiert. 1950 erfolgte zusammen mit Cedric Gibbons, Jack Martin Smith und Edwin B. Willis eine Nominierung für den besten Oscar in einem Schwarzweißfilm für Madame Bovary und ihre Liebhaber (1949) von Vincente Minnelli. Bei der darauffolgenden Oscarverleihung 1951 wurde er zusammen mit Cedric Gibbons, Paul Groesse und Edwin B. Willis für den Oscar für das beste Szenenbild in dem Farbfilm Duell in der Manege (Annie Get Your Gun, 1950) von George Sidney nominiert.
1958 wurde er abermals nominiert und zwar für Die Girls (1957, Les Girls) von George Cukor zusammen mit William A. Horning, Gene Allen und Edwin B. Willis. Zuletzt war er bei der Oscarverleihung 1963 gleich zwei Mal nominiert und zwar zusammen mit George W. Davis, Edward C. Carfagno und Henry Grace für den Schwarzweißfilm Zeit der Anpassung (1962) von George Roy Hill sowie ebenfalls mit den drei anderen für den Farbfilm Die Wunderwelt der Gebrüder Grimm (1962) von Henry Levin und George Pal.
Daneben war er als Set Director bei den Filmen Scaramouche, der galante Marquis (1952) von George Sidney, Der gläserne Pantoffel (1955) von Charles Walters, Menschenraub (1956) von Alex Segal, Die oberen Zehntausend (1956) von C. Walters, Atlantis, der verlorene Kontinent (1961) von G. Pal, Der Preis (1963) von Mark Robson, Die Karate Killer (1967) von Barry Shear sowie Als das Licht ausging (1968) von Hy Averback.
Ende der 1950er Jahre wirkte er dann auch als Set Director bei Fernsehserien wie Northwest Passage (1958 bis 1959), Dr. Kildare (1965 bis 1966), Solo für O.N.C.E.L. (1966 bis 1967).
Der letzte Film, an dem er mitwirkte, war die Horrorkomödie The Maltese Bippy (1969) von Norman Panama.

## Filmografie (Auswahl)
- 1945: Yolanda und der Dieb (Yolanda and the Thief)
- 1946: Bis die Wolken vorüberzieh’n (Till the Clouds Roll By)
- 1948: Auf einer Insel mit dir (On an Island with You)
- 1950: Einmal eine Dame sein (Two Weeks with Love)
- 1950: Nancy geht nach Rio (Nancy Goes to Rio)
- 1952: Die Schönste von New York (The Belle of New York)
- 1953: Eine Leiche auf Rezept (Remains to bei Seen)
- 1953: Du bist so leicht zu lieben (Easy to Love)
- 1958: König der Spaßmacher (Merry Andrew)
- 1962: Zeit der Anpassung (Period of Adjustment)